# Argalista
Argalista là một chi ốc biển, là động vật thân mềm chân bụng sống ở biển trong họ Colloniidae.

## Các loài
Các loài trong chi Argalista gồm có:
- Argalista nana Finlay, 1930